# Reissantia angustipetala
Reissantia angustipetala är en benvedsväxtart som först beskrevs av Henri Perrier de la Bâthie, och fick sitt nu gällande namn av N. Hallé. Reissantia angustipetala ingår i släktet Reissantia och familjen Celastraceae. Utöver nominatformen finns också underarten R. a. boinensis.